# Palais de l'Unité
Le palais de l'Unité (ou palais d'Etoudi) est le nom de la résidence du chef de l’État du Cameroun. Situé dans les quartiers nord de Yaoundé, il abrite également la plupart des services liés à la présidence de la République.
L'actuel résident du palais de l'Unité est Paul Biya, président de la République depuis le 6 novembre 1982.
Vaste complexe immobilier, le palais de l'Unité, dessiné par l'architecte franco-tunisien Olivier-Clément Cacoub, abrite les bureaux de fonction et la résidence du président de la république du Cameroun. 
Le bâtiment principal (le palais) trône au milieu de ce complexe qui s’étale sur plusieurs hectares au-dessus d’une colline appartenant initialement aux Etoudi, l’un des nombreux groupes autochtones de la capitale camerounaise.

## Art baroque et bunker
Comme l’ensemble des ouvrages que Cacoub a signés (palais de Mobutu dans son village natal à Gbadolite, palais présidentiel de Yamoussoukro dans celui d'Houphouët-Boigny), le palais de l’Unité est une œuvre issue de « l’alliage de l’art baroque et oriental de certaines de ses œuvres au luxe insolent ». 
La construction du palais de l’Unité remonte au début des années 1980. 
L’ancien président Ahidjo, qui l’avait inauguré moins de quatre mois avant son départ du pouvoir (démission en novembre 1982), avait investi 200 milliards de Francs CFA pour la construction de cet édifice aussi somptueux que luxueux, qui se révèle une véritable forteresse. 
Le bâtiment, site touristique pour son immensité et sa beauté architecturale, est interdit au public. Le président n’y reçoit que des officiels triés sur le volet, et quelques privilégiés lors d’une soirée de gala organisée au soir du 20 mai, jour de la fête nationale.

## Occupants
Aucune information n’a jamais filtré sur l’architecture d’intérieur, les compartiments et la capacité d’accueil du palais. L’identité de ses résidents est relativement inconnue : en dehors de la famille présidentielle, à qui on ne connait pas d’autre résidence de service que le palais d’Etoudi, et de sa garde rapprochée, on ne sait pas qui habite réellement dans ce complexe. 
Le bâtiment principal est équipé d’un univers souterrain et d’un bunker où le président Paul Biya se serait réfugié lors de la tentative de coup d’État sanglant du 6 avril 1984, au tout début de sa présidence. 

## Incidents
Deux incidents importants rapportés par la presse illustrent des difficultés liées à la nature et à la maintenance des installations. 
Le premier incident est l’écroulement d’un pan du mur du palais, dans la nuit du dimanche 14 au lundi 15 septembre 2008, sous l’effet de l’érosion due au temps et surtout aux grandes pluies qui se sont alors abattues sur la capitale camerounaise. 
Le deuxième incident est un départ de feu : « la présidence de la République du Cameroun est passée le 11 juin 2012 à côté d’un incendie généralisé. La centrale électrique du palais, infrastructure sensible et stratégique d’une capacité de 15 000 kilowatts, a manqué d’être le point de départ d’un déluge de flammes », selon la presse locale.